# Adrian Tracy
Adrian D'Sean Tracy (Fairfax, 6 aprile 1987) è un giocatore di football americano statunitense che gioca nel ruolo di linebacker per gli Arizona Cardinals della National Football League (NFL). Fu scelto nel corso del sesto giro (184º assoluto) del Draft NFL 2010 dai New York Giants. All'università ha giocato a football al College di William e Mary.

## Carriera professionistica

### New York Giants
Tracy fu scelto nel corso del sesto giro del Draft 2010, firmando un contratto pluriennale con la franchigia nel giugno 2010. Nel corso della pre-stagione, il giocatore si lussò un gomito, rimanendo in lista infortunati per tutto il resto dell'annata. Il 3 settembre 2011, Tracy fu tagliato ma riassunto il giorno successivo per far parte della squadra di allenamento. Nella stagione 2011 non entrò mai sul campo di gioco. Debuttò come professionista nella stagione 2012 disputando tutte le 16 partite, con 12 tackle e un fumble forzato.

### Arizona Cardinals
Il 9 gennaio 2014, Tracy firmò con gli Arizona Cardinals.

## Palmarès
- Super Bowl : 1

New York Giants: Super Bowl XLVI
- National Football Conference Championship: 1

New York Giants: 2011

## Statistiche
| Partite totali      | 16 |
| Partite da titolare | 0  |
| Tackle              | 12 |
| Sack                | 0  |
| Intercetti          | 0  |
| Fumble forzati      | 1  |

Statistiche aggiornate alla stagione 2013